# بوب كون (صحفي)
بوب كون (بالإنجليزية: Bob Cohn)‏ هو صحفي أمريكي، ولد في 18 أبريل 1963.